# Samariddin Sadijew

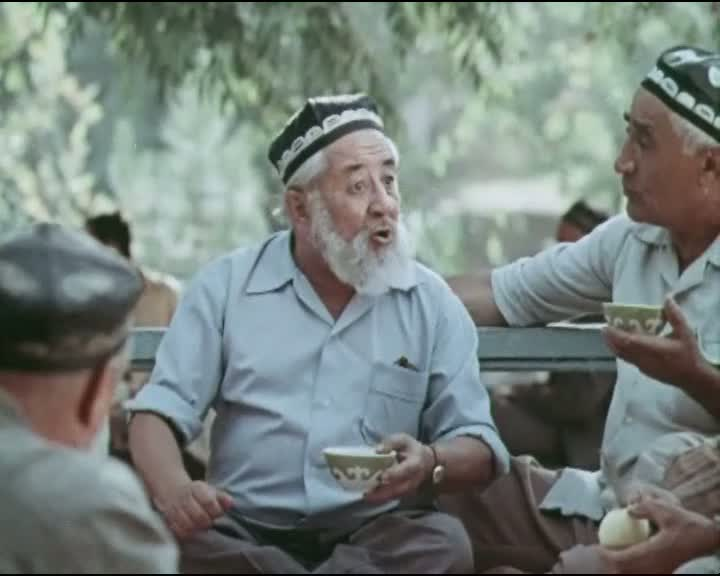
Samariddin Sadijew

Samariddin Sadijew (tadschikisch Самариддин Саъдиев, russisch Самариддин Сагдиев, Samariddin Sagdijew; * 10. Januar 1918 in Samarqand, Usbekische SSR, Sowjetunion; † 29. Mai 1983 in Duschanbe, Tadschikische SSR) war ein tadschikischer Schauspieler.

## Leben
Nach der Ausbildung an der Theaterfachschule in Samarqand (1935) und an der Fachschule für Musik in Taschkent (1936) begann er als Theaterschauspieler zu arbeiten. 1936 schickte man ihn nach der TaSSR. Ab 1956 war er dort beim bekannten Filmstudio Tadschikfilm tätig. Im Jahre 1962 wurde ihm der Titel „Verdienter Künstler der TaSSR“  verliehen.

## Familie
Sein Sohn Schuhrat Sadijew ist Historiker und Hochschullehrer an der Russisch-Tadschikischen (Slawischen) Universität.